# Nils Rudberg
Nils Jonas Edvard Rudberg, född 10 juli 1913 i Uppsala, död 1989, var en svensk läkare. 
Rudberg, som var son till stadsläkaren, medicine doktor Hans Rudberg och Maria Westin, avlade studentexamen i Vänersborg 1933, blev medicine kandidat vid Uppsala universitet 1936 och medicine licentiat vid Karolinska Institutet 1941. Han var underläkare på Kalix lasarett 1942–1945, vid kirurgiska kliniken på Sahlgrenska sjukhuset 1945, vid kirurgiska avdelningen på S:t Görans sjukhus 1945–1946, vid kirurgiska avdelningen på S:t Eriks sjukhus 1947–1948, vid kirurgiska avdelningen på Ersta sjukhus 1948–1951, vid kirurgiska kliniken på Sahlgrenska sjukhuset 1951–1954 samt blev biträdande överläkare vid kirurgiska avdelningen på Halmstads lasarett 1954 och överläkare i kirurgisk öppenvård där 1973. Han skrev artiklar om tuberkulos.
På 60-talet så arbetade Nils som skeppsläkare på kryssningsbåten m/s Prins Hamlet.